# Roxanne (Arizona Zervas)
Roxanne è un singolo del rapper statunitense Arizona Zervas, pubblicato il 10 ottobre 2019.

## Successo commerciale
Dopo essere diventato virale su TikTok, ha trovato successo nelle principali piattaforme digitali di musica. È entrato nella Hot 100 di Billboard al numero 35 e nella Official Singles Chart del Regno Unito al numero 24, mentre ha raggiunto la vetta della classifica dei singoli in Nuova Zelanda, diventando la prima numero uno del rapper in una classifica nazionale.
Nella classifica dei brani più trasmessi dalle radio italiane nel 2020 si è piazzato al 10º posto.

## Classifiche

### Classifiche settimanali
| Classifica (2019-20) | Posizione massima |
| -------------------- | ----------------- |
| Australia            | 2                 |
| Austria              | 18                |
| Belgio (Fiandre)     | 11                |
| Belgio (Vallonia)    | 14                |
| Canada               | 3                 |
| Corea del Sud        | 73                |
| Croazia              | 64                |
| Danimarca            | 10                |
| Estonia              | 3                 |
| Finlandia            | 6                 |
| Francia              | 16                |
| Germania             | 27                |
| Irlanda              | 6                 |
| Italia               | 24                |
| Lettonia             | 4                 |
| Libano               | 13                |
| Lituania             | 6                 |
| Malaysia             | 3                 |
| Norvegia             | 3                 |
| Nuova Zelanda        | 1                 |
| Paesi Bassi          | 3                 |
| Panama               | 53                |
| Portogallo           | 8                 |
| Regno Unito          | 5                 |
| Repubblica Ceca      | 9                 |
| Romania              | 19                |
| Russia               | 168               |
| Singapore            | 2                 |
| Slovacchia           | 18                |
| Spagna               | 47                |
| Stati Uniti          | 4                 |
| Svezia               | 9                 |
| Svizzera             | 14                |
| Ungheria             | 10                |

### Classifiche di fine anno
| Classifica (2019) | Posizione |
| ----------------- | --------- |
| Ungheria          | 71        |
| Classifica (2020) | Posizione |
| Australia         | 29        |
| Belgio (Fiandre)  | 41        |
| Belgio (Vallonia) | 23        |
| Canada            | 9         |
| Corea del Sud     | 121       |
| Danimarca         | 67        |
| Francia           | 61        |
| Germania          | 89        |
| Irlanda           | 39        |
| Islanda           | 87        |
| Nuova Zelanda     | 23        |
| Paesi Bassi       | 58        |
| Portogallo        | 19        |
| Regno Unito       | 31        |
| Romania           | 54        |
| Stati Uniti       | 16        |
| Svizzera          | 44        |
| Ungheria          | 34        |